# Zürgelbäume
Die Zürgelbäume oder Nesselbäume (Celtis) sind eine Gattung der Familie der Hanfgewächse (Cannabaceae). Früher wurde die Gattung in die Familie der Ulmengewächse (Ulmaceae) eingeordnet.

## Verbreitung
Die Zürgelbäume kommen als sommergrüne Arten in der nördlichen gemäßigten Zone und als immergrüne Arten in den Tropen vor. Verbreitungsschwerpunkt ist Ostasien.
Forschungen lassen vermuten, dass Zürgelbäume auf Timor durch den Menschen eingeführt wurden. Bei Grabungen in der Laili-Höhle fand man Samen nur in Schichten, die aus Zeiten stammen, in der sich auch menschliche Besiedlung nachweisen ließ.

## Beschreibung
Celtis-Arten sind laubabwerfende bis halb- oder immergrüne Bäume oder Sträucher, seltener Lianen, und sie bilden manchmal Wurzelschösslinge. Die Borke ist meist grau. Es können Dornen ausgebildet sein.
Die wechselständig und zweizeilig an den Zweigen angeordneten Laubblätter sind gestielt und haben einen gesägten oder ganzen Blattrand. Sie sind an der Basis dreinervig und die Seitennerven verlaufen vor dem Blattrand stets bogig zur Spitze hin und verschmelzen. Nebenblätter sind vorhanden, aber sie fallen schon früh ab.
Celtis-Arten sind, meist funktionell, einhäusig monözisch, polygam-monözisch, seltener andromonözisch oder diözisch. Es werden achselständige, gemischte oder eingeschlechtliche, traubige, rispige oder zymöse bis büschelige Blütenstände gebildet oder die Blüten erscheinen einzeln. Die unscheinbaren Blüten sind, meist funktionell, eingeschlechtig, seltener zwittrig. Die meist fünfzähligen (4–6) Blüten besitzen eine einfache Blütenhülle, die Kronblätter fehlen. Es sind meist fünf, seltener vier oder sechs Staubblätter oder oft Staminodien mit meist Antheroden vorhanden. Der Fruchtknoten oder der oft vorhandene Pistillode sind oberständig. Die zwei federigen Narbenäste sind ganz oder geteilt, ein Griffel fehlt meist oder er ist sehr kurz.
Zürgelbäume bilden kugelige und meist einsamige Steinfrüchte. Bei einigen Arten ist das rote bis schwarze Fruchtfleisch essbar, wenn auch der darin enthaltene Samen sehr groß ist. Diese Früchte wurden spätestens seit dem Epipaläolithikum gesammelt, wie Funde aus der Öküzini-Höhle in der Südwesttürkei beweisen.

## Systematik und Verbreitung
Die weltweit in den gemäßigten Klimaten vorkommende Gattung umfasst 60 bis 100 Arten, darunter:
- Celtis adolfi-friderici Engl.: Zentral-, Westafrika
- Europäischer Zürgelbaum, auch Südlicher Zürgelbaum (Celtis australis L.)
- Celtis biondii Pamp.: Sie kommt in China, Japan, Taiwan und Korea vor.[3]
- Bunges Zürgelbaum (Celtis bungeana Blume): China und Korea
- Celtis caucasica Willd.: Kaukasus, Kleinasien, westlicher Himalaya
- Celtis cerasifera C.K. Schneid.: Sie kommt in China vor.[3]
- Celtis chekiangensis W. C. Cheng: Sie kommt in China vor.
- Celtis jessoensis Koidz.: Japan, Korea
- Celtis julianae C.K. Schneid.: Mittelchina
- Koreanischer Zürgelbaum (Celtis koraiensis Nakai): Korea, Mandschurei, Nordchina
- Celtis labilis C.K. Schneid.: Mittelchina
- Glattblättriger Zürgelbaum (Celtis laevigata Willd.): Osten der USA und Nordost-Mexiko
- Celtis lindheimeri Engelm. ex K.Koch (Syn.: Celtis helleri Small): Diese Art wächst in Höhenlagen zwischen 100 und 200 m von Texas bis ins nördliche Mexiko.
- Amerikanischer Zürgelbaum (Celtis occidentalis L.): Diese Art wächst in Höhenlagen von 0 bis 1800 m in weiten Teilen Nordamerikas. Diese Art wird wegen ihrer Toleranz gegenüber Trockenheit als Zierpflanze verwendet.
- Celtis pacifica Planch.
- Celtis pallida Torr. (Syn.: Celtis spinosa Spreng. var. pallida (Torr.) M.C.Johnst., Momisia pallida (Torr.) Planch.): Sie wächst in Höhenlagen zwischen 1000 und 1300 m in Arizona, Florida, Newmexico, Texas, Mexiko, Zentralamerika, Südamerika (bis ins nördliche Argentinien).
- Celtis philippensis Blanco: Diese Art wächst im Monsunwald in Kalksteingebieten in Höhenlagen von 0 bis 1000 m in den chinesischen Provinzen: Guangdong, Hainan und südlichen Yunnan; in Taiwan, in Indien, Indonesien, Malaysia, Myanmar, auf den Philippinen, Sri Lanka, in Thailand, Vietnam, Afrika, Australien und auf Pazifischen Inseln.
- Celtis reticulata Torr. (Syn.: Celtis brevipes S.Watson, Celtis douglasii Planch., Celtis laevigata Willd. var. reticulata L.D.Benson, Celtis occidentalis L. var. reticulata (Torr.) Sarg., Celtis reticulata var. vestita Sarg.): Diese Art wächst in Höhenlagen zwischen 300 und 2300 m in den USA und im nördlichen Mexiko.
- Celtis sinensis Pers.: Japan, Korea, Ostchina, Vietnam, Laos und Taiwan.
- Celtis tenuifolia Nutt. (Syn.: Celtis georgiana Small; Celtis occidentalis L. var. georgiana (Small) Ahles, Celtis pumila Pursh var. georgiana (Small) Sarg., Celtis tenuifolia var. georgiana (Small) Fernald & B.G.Schub., Celtis tenuifolia var. soperi B.Boivin): Diese Art wächst in Höhenlagen von 0 bis 500 m in den USA.
- Celtis tetrandra Roxb.: Sie kommt in Indien, Nepal, Bhutan, Pakistan, Bangladesch, Thailand, Indonesien, Myanmar, Vietnam, in Taiwan und China.[3]
- Celtis timorensis Spanoghe: Sie kommt in Indien, Nepal, Bangladesch, Malaysia, Indonesien, Sri Lanka, Myanmar, Thailand, den Philippinen, Vietnam und in China vor.
- Tourneforts Zürgelbaum (Celtis tournefortii Lam.): Kleinasien, Südosteuropa
- Celtis vandervoetiana C.K. Schneid.: Sie kommt in China vor.

Ein fossile Art ist:
- Celtis lacunosa  † (Reuss) Kirch.: Aus dem Miozän Europas

## Abbildungen

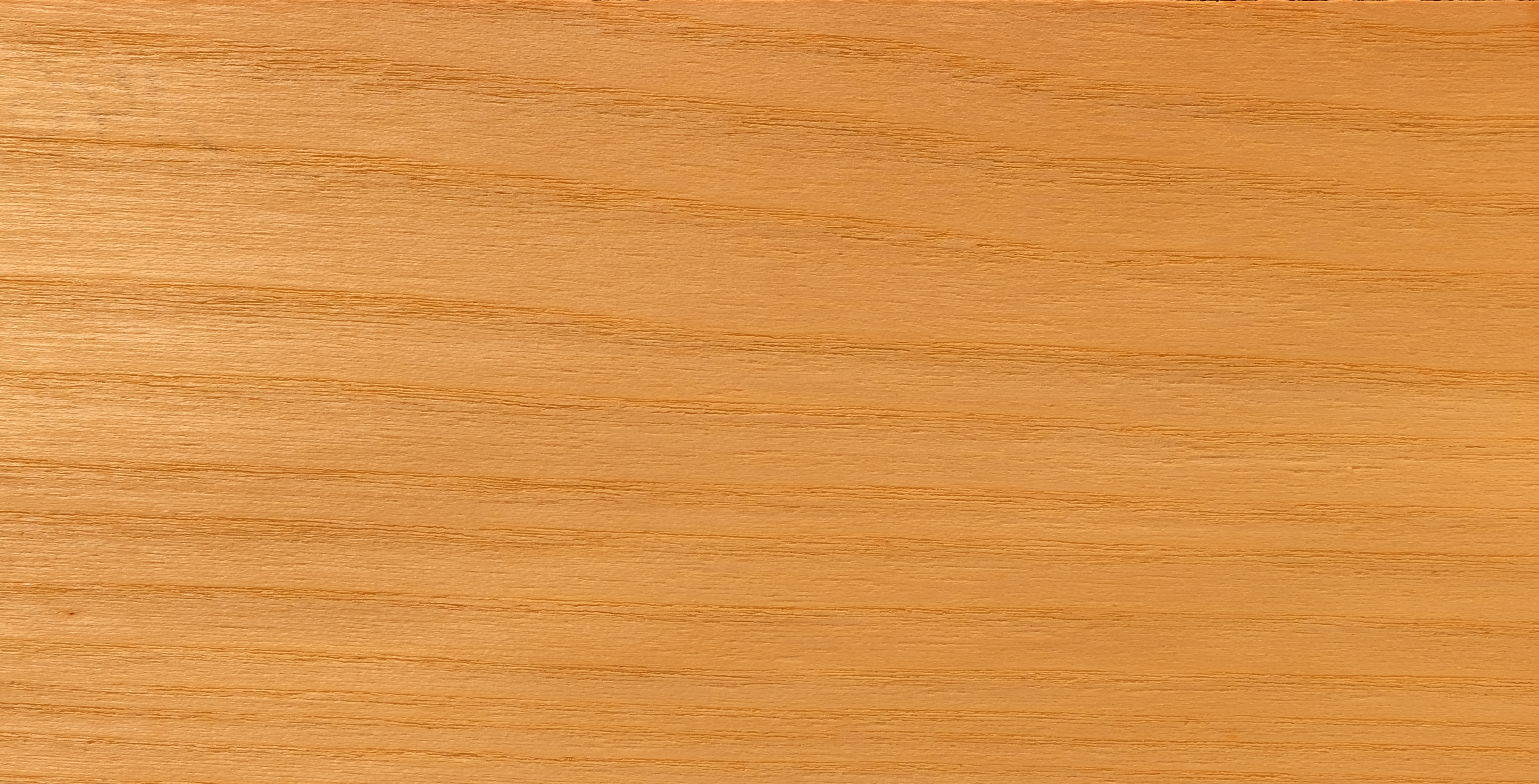
Holz des Zürgelbaums

Westlicher Zürgelbaum (Celtis occidentalis):

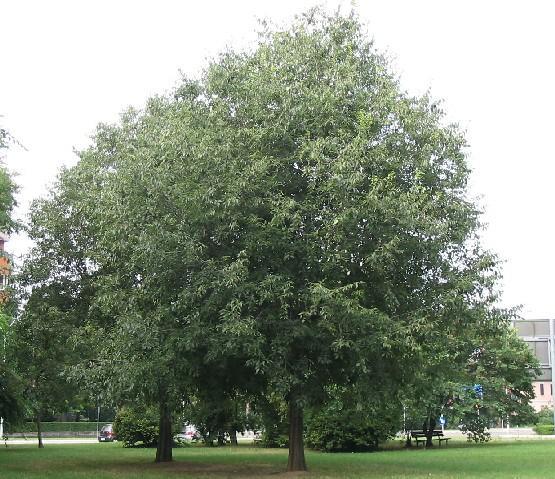
Habitus
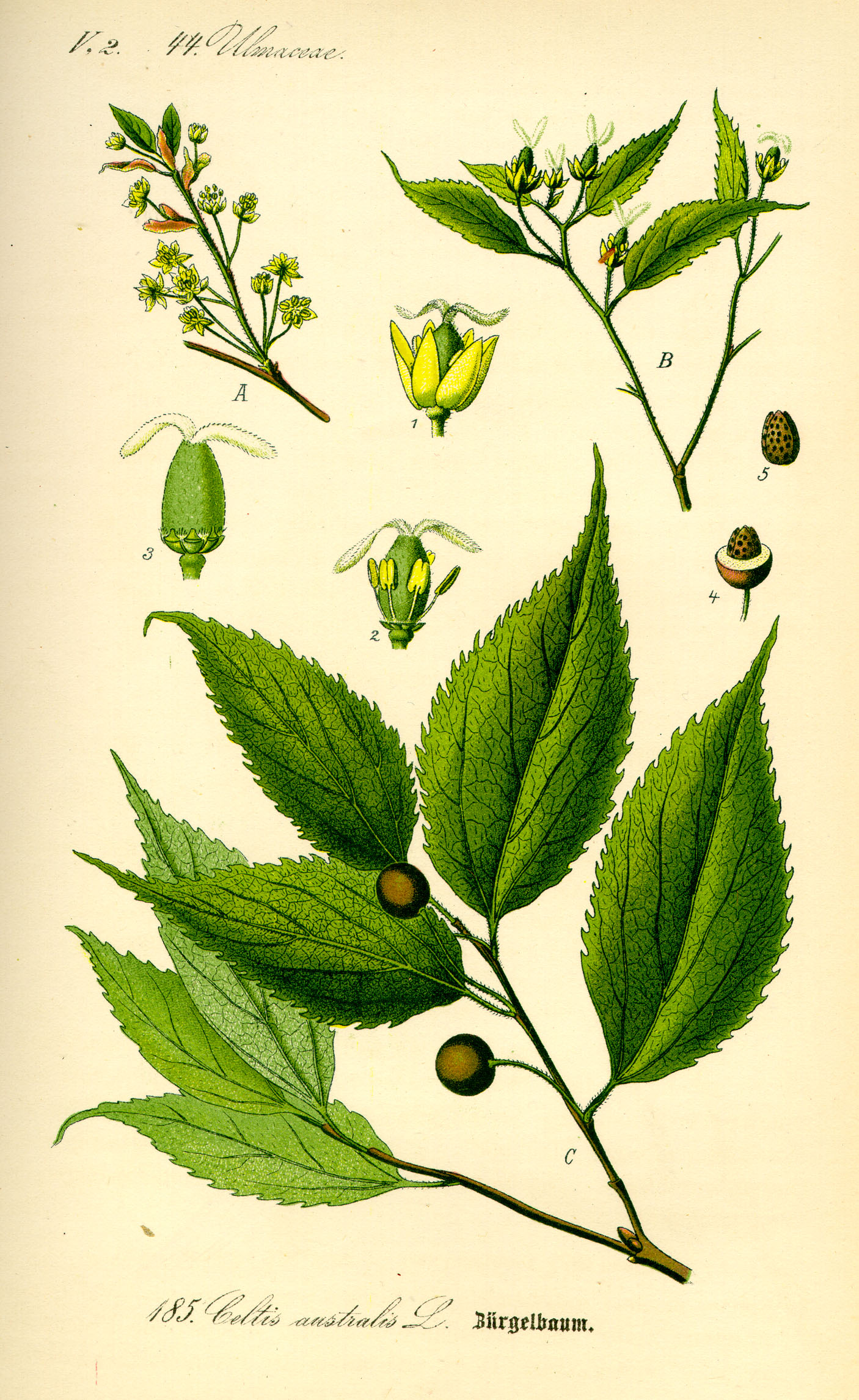
Blätter, Blüten, Früchte

- Blätter und unreife Steinfrüchte
- Zweig mit reifen Steinfrüchten
- Stamm und Rinde

Europäischer Zürgelbaum (Celtis australis):

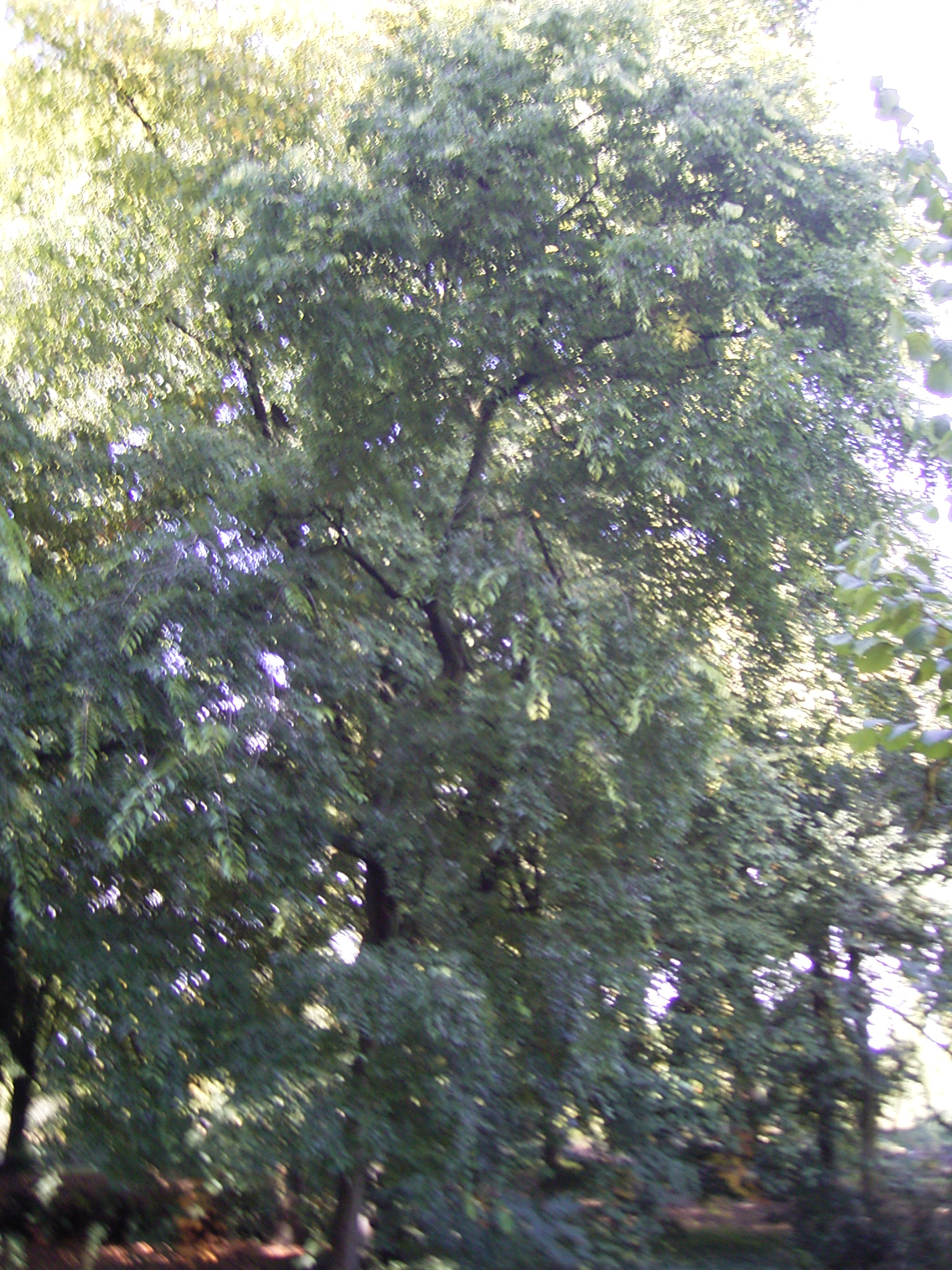
Habitus
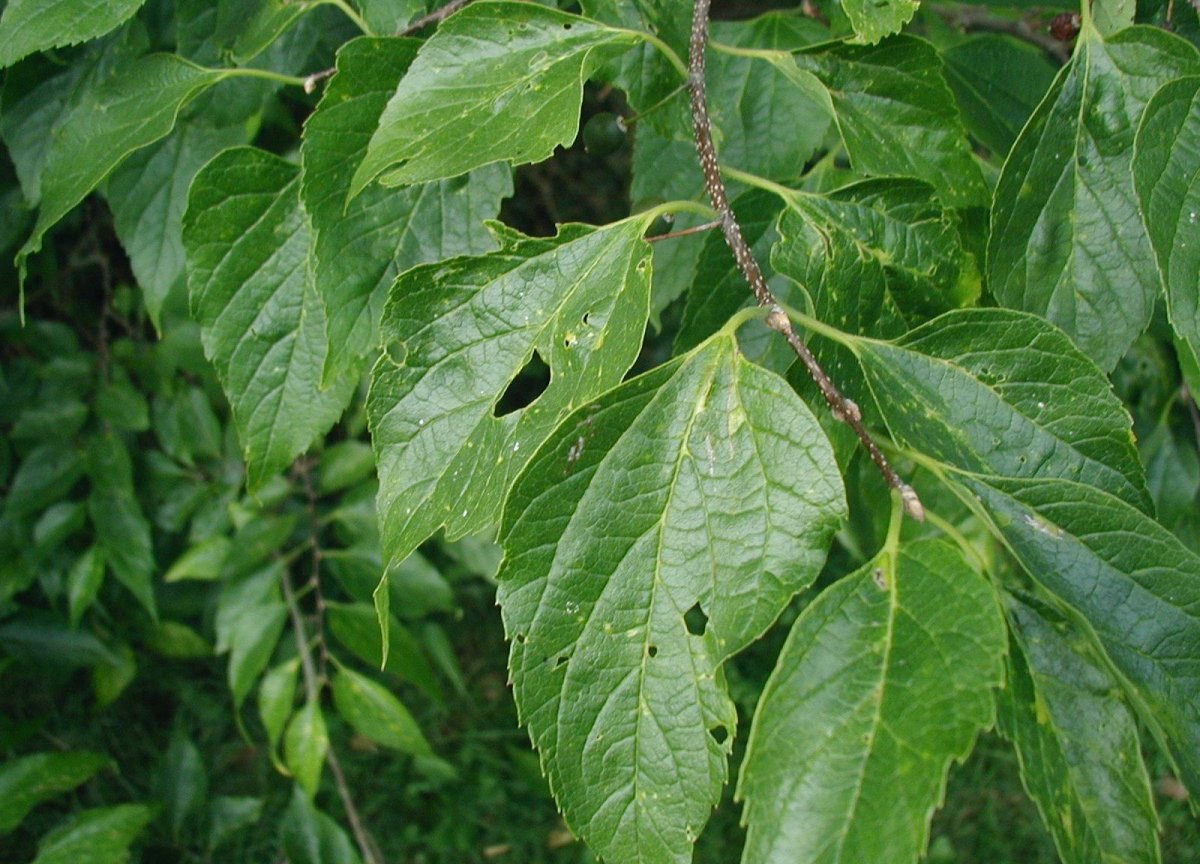
Blätter und unreife Steinfrüchte
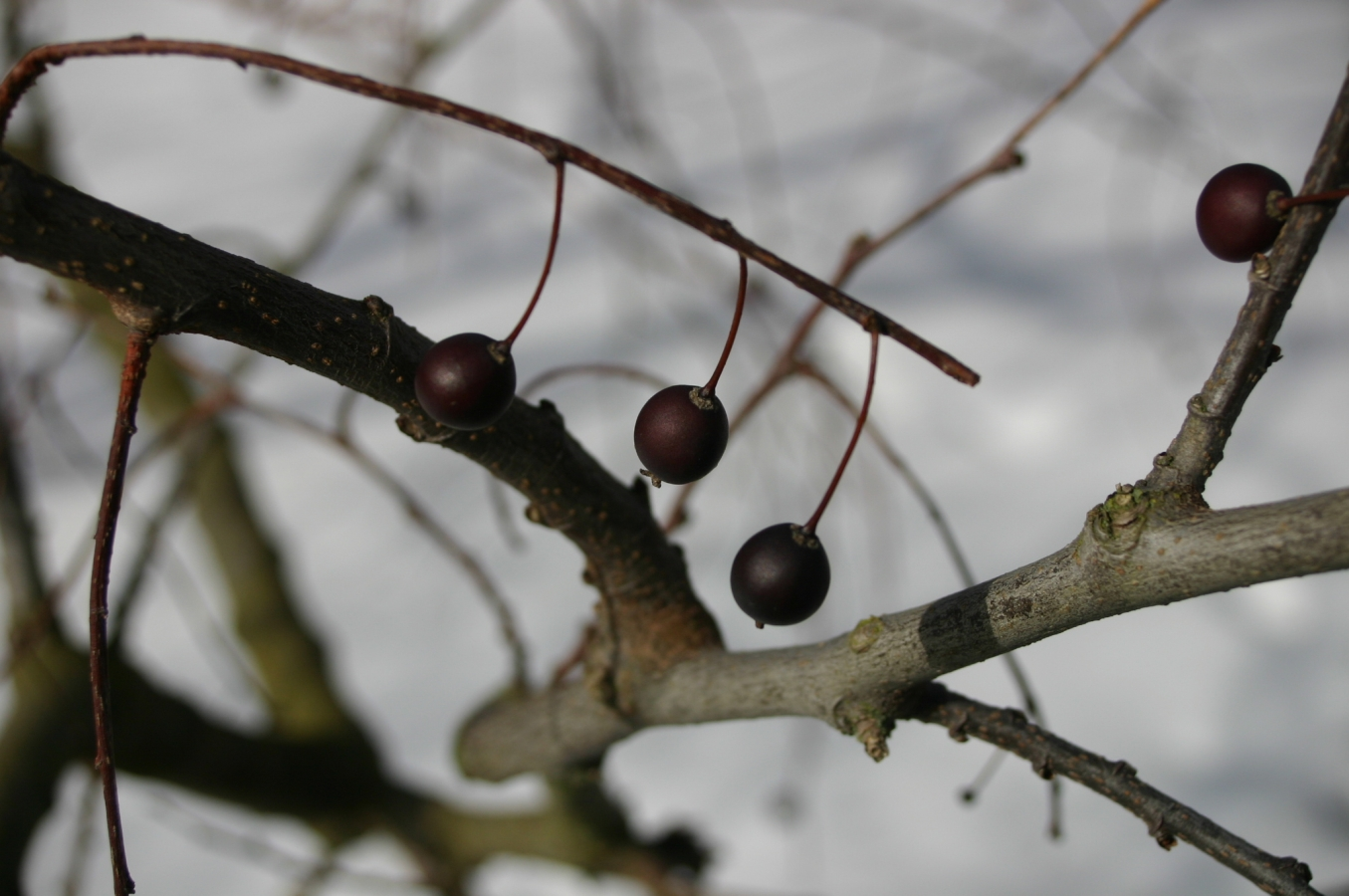
Zweig mit reifen Steinfrüchten
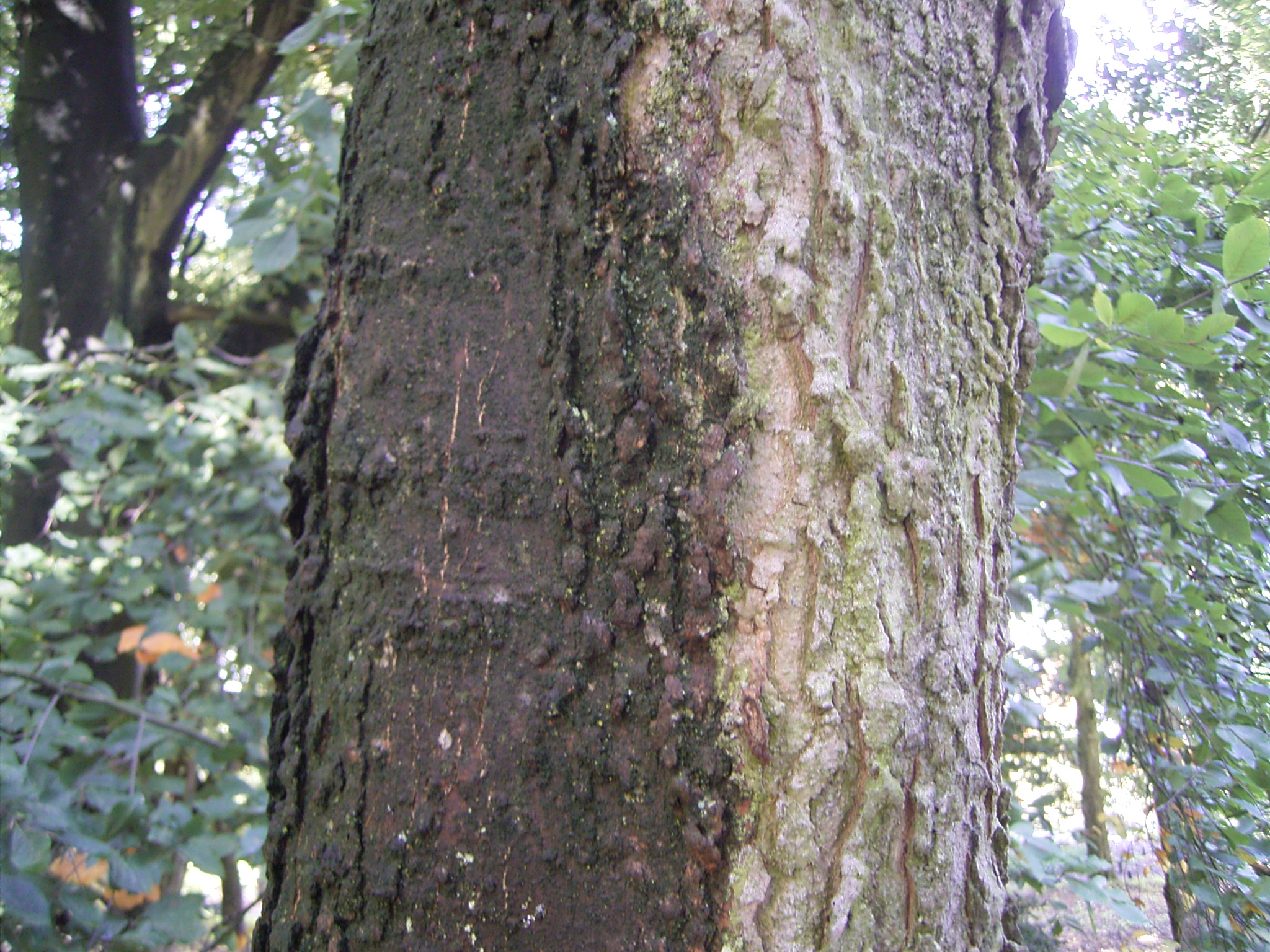
Stamm und Rinde

- Blätter, Blüten, Früchte